# Sean Astin
Sean Astin (Santa Monica, Califòrnia, 25 de febrer de 1971) és un actor, director i productor estatunidenc nominat a l'Oscar al millor curtmetratge per Kangaroo Court (1994).
És fill dels actors Patty Duke i John Astin, encara que el seu pare biològic és Michael Tell, un escriptor jueu americà que es va divorciar de Patty Duke abans de casar-se amb Astin. Sean és germà de Mackenzie Astin, també actor a The Facts of Life.

## Carrera
Conegut sobretot pel seu paper de Sam a la trilogia de  El Senyor dels Anells , als 13 anys va fer els seus primers passos en el cinema com Mickey a Els Goonies de Richard Donner (1985).
El 1993 va tenir un paper principal a Rudy de Daniel E. Ruettiger.
El 1994, ha dirigit i coproduït (amb la seva dona, Christine) el curtmetratge Kangaroo Court (nominat als Oscars).
Durant el rodatge d'El senyor dels anells: Les dues torres, va convèncer un cert nombre dels seus col·legues actors i tècnics de la pel·lícula (incloent-hi el director Peter Jackson) de participar en el rodatge del seu curtmetratge The Long and Short of It (2003). L'acció es desenvolupa en un carrer a Wellington, a Nova Zelanda. L'estrena va tenir lloc al Festival de Cinema de Sundance de 2003. A més a més, ha estat inclòs com a annex a l'edició estàndard del DVD de les Dues Torres.
El seu llibre There and Back Again: An Actor's Tale, coescrit amb Joe Layden, és el relat de les seves experiències d'abans, durant i després del rodatge del Senyor dels Anells . El títol és tret del subtítol de The Hobbit, There and Back Again del mateix autor, J. R. R. Tolkien.
Pare de família, la seva dona Christine i ell tenen tres filles: Alexandra (27 de novembre de 1996), Elizabeth (6 d'agost de 2002) i Isabella (22 de juliol de 2005).

## Filmografia
Les seves pel·lícules més destacades són:
| Any  | Títol                                             | Paper                        | Notes              |
| 1985 | The Goonies                                       | Mikey Walsh                  | Premi Young Artist |
| 1987 | Tal pare, tal fill (Like Father Like Son)         | Clarence                     |                    |
|      | Estiu d'aigües turbulentes (White Water Summer)   | Alan                         |                    |
| 1989 | La guerra dels Rose (The War of the Roses)        | 17's Josh                    |                    |
|      | Staying Together                                  | Duncan McDermott             |                    |
| 1990 | Memphis Belle                                     | Sergent Richard Rascal Moore |                    |
| 1991 | Soldats de joguina (Toy Soldiers)                 | William Tepper               |                    |
|      | The Willies                                       | Michael                      |                    |
| 1992 | Where the Day Takes You                           | Greg                         |                    |
|      | L'home de Califòrnia (Encino Man)                 | Dave Morgan                  |                    |
| 1993 | Rudy, repte a la glòria                           | Daniel Ruettiger             |                    |
| 1994 | Safe Passage                                      | Izzy Singer                  |                    |
| 1995 | The Low Life                                      | Andrew                       |                    |
|      | Harrison Bergeron                                 | Harrison Bergeron            |                    |
| 1996 | Courage Under Fire                                | Patella                      |                    |
| 1998 | Boy Meets Girl                                    | Mike                         |                    |
|      | Bulworth                                          | Gary                         |                    |
| 1999 | Deterrence                                        | Ralph                        |                    |
|      | Kimberly                                          | Bob                          |                    |
| 2000 | Dish Dogs                                         | Morgan                       |                    |
|      | The Last Produce                                  | Bo Pomerantz                 |                    |
|      | Icebreaker                                        | Matt Foster                  |                    |
|      | The Sky is Falling                                | Schwartz                     |                    |
| 2001 | El senyor dels anells: La germandat de l'anell    | Samwise Gamgee               |                    |
| 2002 | El senyor dels anells: Les dues torres            | Samwise Gamgee               |                    |
| 2003 | El senyor dels anells: El retorn del rei          | Samwise Gamgee               |                    |
| 2004 | Balto III: Wings of Change                        | Kodi                         | Voice              |
|      | Starsky and Hutch                                 | The DJ                       | Cameo              |
|      | Love Me Tender (Elvis Has Left the Building)      | Aaron                        |                    |
|      | 50 primeres cites (50 First Dates)                | Doug Whitmore                |                    |
| 2005 | Smile                                             | Matthews                     |                    |
|      | Bigger Than the Sky                               | Ken Zorbell                  |                    |
|      | Slipstream                                        | Stuart Conway                |                    |
|      | Marilyn Hotchkiss Ballroom Dancing & Charm School | Kip Kipling                  |                    |
|      | Into The West                                     | Martin Jarrett               |                    |
|      | Borderland                                        | Randall                      |                    |
|      | Thanks to Gravity                                 | Coach Amal                   |                    |
| 2006 | What Love Is                                      | George                       |                    |
|      | Asterix and the Vikings                           | Justforkix                   | veu                |
|      | Click                                             | Bill                         |                    |
| 2007 | The Final Temporada                               | Kent Stock                   |                    |
| 2008 | Forever Strong                                    | Marcus                       |                    |
|      | Spirit of the Forest                              | Furi (veu)                   |                    |
| 2009 | Stay Cool                                         | Big Girl                     |                    |
| 2010 | The Witches of Oz                                 | Frack                        |                    |

| Any  | Títol                                 | Paper          | Notes                                       |
| 1981 | Please Don't Hit Me, Mom              | Brian Reynolds | Apareix amb la seva mare, Patty Duke        |
| 1986 | The B.R.A.T. Patrol                   | Leonard Kinsey |                                             |
| 2003 | Angel                                 | Director       | 4a temporada episodi: Soulless              |
|      | Jeremiah                              | Mister Smith   | temporada 2 episodi: The Face in the Mirror |
| 2005 | Meerkat Manor                         | Narrador/a     | U.S.; Temporades 1–3                        |
|      | Hercules                              | Linus          |                                             |
| 2006 | 24                                    | Lynn McGill    | 10 episodis                                 |
| 2007 | Masters of Science Fiction            | Charlie Kramer | Watchbird                                   |
|      | Monk                                  | Paul Buchanan  |                                             |
|      | My Name Is Earl                       | Salesman       |                                             |
| 2008 | Terry Pratchett's The Colour of Magic | Twoflower      | Regne Unit                                  |
|      | Law & Order                           | Pastor Hensley | temporada 18, episodi: Angelgrove           |
| 2009 | Special Agent Oso                     | Agent Oso      | veu                                         |
| 2014 | The Strain                            | Jim Kent       | Rol principal, 9 episodis                   |
| 2017 | Stranger Things                       | Bob Newby      | Temporada 2                                 |